# Everything’s Gonna Be Alright
«Everything’s Gonna Be Alright» (с англ. — «Всё будет в порядке») — песня американского певца Дэвида Ли Мёрфи при участии Кенни Чесни, вышедшая 6 ноября 2017 года в качестве лид-сингла с его пятого студийного альбома No Zip Code (2017). В июне 2018 года сингл достиг позиции № 1 в кантри-чарте США.

## История
Песня включает в себя «ритмы регги, и больше поп-музыкальных перкуссионных поворотов, чем кантри» с оптимистической лирикой, которая «убеждает слушателей», что «все будет в порядке».
Песня записана при участии Кенни Чесни, старого друга Мёрфи, выступившего также в роли сопродюсера.

## Коммерческий успех
В американском кантри-чарте Hot Country Songs песня дебютировала 16 декабря 2017 года на позиции № 47, став для Мёрфи первым там появлением после песни «Inspiration», которая достигала № 46 в 2004 году. К этому времени песня уже 4 недели находилась в радиоэфирном чарте Country Airplay. Спустя 32 недели трек достиг вершины радиоэфирного кантри-чарта США Country Airplay. В июне 2018 года песня стала вторым для Мёрфи чарттоппером и первым после «Dust on the Bottle» (1995). К июню 2018 года тираж сингла составил в США 173 000 копий.
Для Мёрфи это второй чарттопер и первый за 23 года (а точнее 22 года, 5 месяцев и 3 недели), почти рекордный промежуток в истории чарта с начала его запуска 20 января 1990 года (первым на № 1 был его хит «Dust on the Bottle» в 1995 году). Чуть больший рекордный промежуток принадлежит Винсу Гиллу, который с хитом Криса Янга «Sober Saturday Night» (при участии Гилла) лидировал 18 марта 2017 года, то есть спустя 23 месяца и 1 неделю после его сингла «Tryin' to Get Over You» (№ 1 в дату с 12 марта 1994). Однако Мёрфи переписал другой рекорд: для исполнителя в лидирующей роли на обеих песнях, которые достигли первого места. Он более чем вдвое увеличил прошлый рекорд Гарта Брукса равный 10 годам и 3 месяцам, между «More Than a Memory» (которая тогда смогла стать единственной песней сразу дебютировавшей на первом месте это чарта; 15 сентября 2007) и «Ask Me How I Know» (16 декабря 2017). Для Кенни Чесни «Everything’s Gonna Be Alright» это уже 29-й трек — лидер этого чарта. Это позволили Чесни догнать рекордный показатель, принадлежавший Тиму Макгро и опередив двух других кантри-певцов: Алана Джексона и Джорджа Стрейта (оба имеют по 26 хитов № 1).

## Позиции в чартах

### Еженедельные чарты
| Чарт (2017-18)                    | Высшая позиция |
| --------------------------------- | -------------- |
| Канада (Billboard Country)        | 16             |
| США (Billboard Hot 100)           | 66             |
| США (Billboard Hot Country Songs) | 9              |
| США (Billboard Country Airplay)   | 1              |